# 国防の本義と其強化の提唱
『国防の本義と其強化の提唱』（こくぼうのほんぎとそのきょうかのていしょう）とは1934年（昭和9年）10月に陸軍省新聞班が発行したパンフレット。B6判56頁、約60万部を刊行。序文の「たたかひは創造の父、文化の母である。」で知られる。
このパンフレットは「陸軍パンフレット」と称され、これをめぐる騒動は「陸軍パンフレット事件」と言われている。

## 概要
原案は、いずれも東京帝国大学への派遣学生であった池田純久（当時少佐・経済学部）、四方諒二（当時少佐・法学部）らによって作成され、鈴木貞一班長（1933年8月 - 1934年3月）・根本博班長（1934年3月 - 1936年2月）を中心とした新聞班の検討を経たのち、永田鉄山軍務局長の承認、林銑十郎陸軍大臣の決裁を得て発行された。内容は北一輝の『日本改造法案大綱』をより具体化したようなものであった。
同パンフレットの内容は陸軍主導による社会主義国家創立・計画経済採用の提唱であったため多くの論議を呼んだ。軍事ファシズム体制を主張するものであった 。
作成に関与したのは統制派に属する将校たちだったが、当時対立していた皇道派も表立っては反対しなかった。皇道派は行き過ぎた管理経済は共産主義的であるとして反対していたが、軍国主義体制の樹立については異論はなかった。
政党政治家は強い反対を唱え、議会では陸軍大臣が追及されたが、「国民の一部のみが経済上の利益特に不労所得を享有し、国民の大部が塗炭の苦しみを嘗め、延ては階級的対立を生ずる如き事実ありとせば、一般国策上は勿論国防上の見地よりして看過し得ざる問題である」といった見地に立った統制経済の提唱に対しては、革新系の中野正剛や赤松克麿は賛意を表明し、なかでも社会大衆党の書記長麻生久は「パンフレットに沿って進まないものは、社会改革活動の落伍者である」との熱烈な賛辞をおくった。
批判は美濃部達吉らからも起こり、雑誌「中央公論」11月号は「陸軍国策の総批判」という特集を組んだ。美濃部は「陸軍発表の国防論を読む」という論文で「国家既定の方針を無視し、真に挙国一致の聖趣にも違背す」と批判した。美濃部は陸軍の怨嗟を受け、すぐに天皇機関説問題として糾弾されることとなった。

## 影響・評価

### パブリックコメント
同冊子には巻末に私製はがきが添付され、意見を書いて陸軍省に送付できるようになっており、意見を国民に提起して民意を問うという一種のパブリックコメントの形態をとっており、当時の政府・政党としては異例・斬新であったために衆目をあつめた。実際、はがき等で送付された意見は『「国防の本義と其強化の提唱」に対する評論集』として翌年出版された。

### 同種のものとの相違
陸軍は1931年（昭和6年）9月の満州事変以降、その正当性を国民に宣伝するために同年には18種、1932年（昭和7年）には37種、1933年（昭和8年）には33種のパンフレットを発行している。
しかし、「国防の本義と其強化の提唱」は軍部が初めて思想・経済問題に言及し、しかも政治介入を公然と表明した点が大きな相違点である。

### 新聞宣伝
陸軍はこのパンフレットの発行前に各新聞社に大々的な報道を要請していたため、大きな反響を生んだ。経済学者の土方成美は、「陸軍が単独に直接国民に公表するよりは一応内閣を通じた方が穏当ではなかつたらうかと思ふ」と述べた。